# Anton Leikam
Anton Leikam (* 17. Mai 1943 in Lölling in Kärnten) ist ein österreichischer Landesbeamter und ehemaliger Politiker (SPÖ). Er war zwischen 1986 und 2002 Abgeordneter zum Nationalrat. 

## Ausbildung und Beruf
Leikam besuchte von 1949 bis 1957 die Pflichtschule und war in diversen Betrieben des Bezirkes St. Veit an der Glan tätig. Er leistete den 1963 den Präsenzdienst ab und war Bergarbeiter bei der VOEST-Alpine in Hüttenberg sowie von 1964 bis 1967 Angestellter des Freien Wirtschaftsverbandes in Klagenfurt. Ab 1967 war er Beamter der Kärntner Landesregierung.

## Politik
Leikam vertrat von 1979 bis 1986 die SPÖ im Kärntner Landtag und war an 1990 Bezirksparteivorsitzender der SPÖ Sankt Veit an der Glan. Er war zudem ab 1997 Mitglied des SPÖ-Bundesparteivorstandes und von 1977 bis 1996 Vizepräsident der Arbeitsgemeinschaft für Sport und Körperkultur in Österreich (ASKÖ) Kärnten 1977–1996. Seit 1996 ist Leikam Präsident des ASKÖ Kärnten und seit 1996 Vizepräsident des Österreichischen Skiverbandes.
Leikam war vom 17. Dezember 1986 bis 7. Juni 2002 Abgeordneter zum Nationalrat und von 1999 bis 2002 Obmann im Ausschuss für innere Angelegenheiten. Nachdem Leikam 2002 mit 2,0 Promille einen Verkehrsunfall mit Sachschaden verursacht hatte, wurde er zur Zurücklegung seines Nationalratmandats gezwungen.

## Privates
Leikam wohnt mit seiner Gattin in Fiming nahe dem Längsee. Sein Sohn Günter Leikam ist ebenfalls als Politiker und in der ASKÖ aktiv.

## Auszeichnungen
- 1983: Goldenes Verdienstzeichen der Republik Österreich
- Großes Silbernes Ehrenzeichen für Verdienste um die Republik Österreich
- 1999: Großes Goldenes Ehrenzeichen für Verdienste um die Republik Österreich[4]
- Kärntner Sportehrenzeichen in Silber